# 英国唱片业协会
英国唱片业协会（British Phonographic Industry，简称BPI）是英国唱片工业的行业协会。

## 结构
其成员包括四大主要唱片公司（华纳音乐集团、EMI、索尼音樂娛樂、环球唱片）在内的数百家音乐公司，合作成员包括制作商、发行商，以及数百家音乐公司旗下的上千个音乐厂牌。

## 历史
自1973年为打击盗版成立以来，一直代表英国唱片公司的利益。

## 销售认证
英国唱片业协会为在英国境内发布的音乐作品颁发销售认证。认证级别根据发布格式和销售量各有不同。英国唱片协会的认证并不是自动的，唱片公司必须缴纳一笔认证费用，他们才会对发行作品进行审计。一般情况下，认证是根据出货量而不是销售量计算。
| 格式    | 状态          | 状态          | 状态          |
| 格式    | 银            | 金            | 白金          |
| ------- | ------------- | ------------- | ------------- |
| 专辑    | 60,000        | 100,000       | 300,000       |
| 单曲    | [nb 1]200,000 | [nb 1]400,000 | [nb 1]600,000 |
| 音乐DVD | —             | 25,000        | 50,000        |

## 反盗版行动
BPI（英国唱片业协会）已经开发了定制的软件和自动抓取工具，这些工具是由BPI内部创建的，可以在400多个已知的侵权网站上搜索会员的作品，并生成URL链接，这些链接会在接收后的几个小时内发送给Google作为DMCA（数字千年版权法案）通知，以便进行删除。此外，BPI的工作人员还被派往伦敦市警察知识产权犯罪部门支持反“盗版”行动。